# Себастјен Буеми
Себастјен Буеми (фр. Sébastien Buemi; 31. октобар 1988) швајцарски је аутомобилиста, возач Формуле Е и бивши возач Формуле 1, који је возио за Торо росо, док је тренутно резервни возач у тиму Ред бул.
Каријеру је почео од раног доба, док је изабран за резервног и тест возача Торо Росо тима у формули 1 у сезони 2008. Иако је најављен као тест возач Торо роса и за сезону 2009, на дан 9. јануара 2009. године, изабран је за возача који ће се такмичити у шампионату. У формули 1 остао је до краја сезоне 2011, након чега је био резервни возач Ред була и такмичио се у Свјетском шампионату у издржљивости са тимом Тојота, од 2012. године, док је 2014 освојио титулу у класи LMP1. Године 2018 освојио је 24 сата Ле Мана, након чега је возио Свјетски шампионат у издржљивости у сезони 2018/19.
Од сезоне 2014, такмичи се у Формули Е, где је освојио титулу у сезони 2015/16, док је у сезони 2016/17 завршио на другом месту, иза Лукаса ди Грасија.